# ليزرديسك
ليزرديسك (بالإنجليزية: LaserDisc)‏ ، هي قرص ضوئي لعرض مقاطع فيديو من صناعة شركة فيليبس الهولندية، بدأت إصداراتها سنة 1978م، وأنحلت سنة 2001م، وكانت القرص ساهمت لإنتاج بعض ألعاب الفيديو التي تتفاعل مع العرض السينمائي.